# 홍서윤
홍서윤(1987년 1월 22일 ~ )은 대한민국의 여성 앵커 출신이다.

## 학력
- 경남 창원 토월초등학교
- 강남대학교 사회복지학과 (2007학번)
- 서울대학교 대학원 사회복지학 석사
- 한양대학교 관광학과 박사과정 수료

## 경력
- 2013년 4월 ~ 2015년 4월 : KBS 보도국 앵커
- 2017년 5월 ~ 8월 : 대통령직속 <광화문1번가> 국민인수위원회 국민소통위원
- 2017년 8월 : 서울특별시 청년정책위원회 위원
- 2017년 10월 : 한국장애인관광협회 대표
- 2018년 3월 : 한국교통안전공단 비상임이사
- 2018년 5월 : 서울관광재단 비상임이사
- 2018년 7월 : 3.1운동 및 대한민국임시정부 수립 100주년 기념사업추진위원회 위원
- 2020년 ~ 2021년 : 더불어민주당 전국청년당 청년정책연구소 윤리인권센터장
- 2020년 ~ 2022년 : 더불어민주당 중앙당 교육연수원 부원장
- 2021년 ~ 2022년 : 제20대 대통령 선거 이재명 더불어민주당 후보 캠프 다이너마이트 청년선대위원회 수석대변인
- 2021년 ~ 2022년 : 제20대 대통령 선거 이재명 더불어민주당 후보 캠프 부대변인
- 2021년 8월 : 더불어민주당 청년대변인
- 2021년 11월 : 더불어민주당 청년 선거대책위원회 대변인
- 2022년 : 더불어민주당 비상대책위원회 대변인
- 2022년 ~ 2023년 : 더불어민주당 전국장애인위원회 부위원장
- 새로운미래 정책실장
- 새로운미래 대변인

## 저서
- 유럽, 가지 않을 이유가 없었다 (2016, 생각비행)
- 서울시 무장애 관광 서비스 및 인식개선 매뉴얼(2018, 서울시)
- 문턱없는 경기관광 서비스 교육 매뉴얼(2019, 경기도)

## 진행

### TV
- KBS 뉴스 12 생활뉴스 (앵커)
- EBS 베리어프리 토크쇼 <별일 없이 산다>

### RADIO
- KBS 내일은 푸른하늘

## 논문
- 지체장애인의 이동성이 사회참여에 미치는 영향에 관한 연구 (2016, 서울대학교 사회복지학과)
- 청년기 신체장애여성의 여성 정체성 형성 경험 연구(2017, 서울청년허브)